# Randy Schekman
Randy Schekman, né le 30 décembre 1948 à Saint Paul dans le Minnesota aux États-Unis, est un biologiste cellulaire américain et professeur à l'université de Californie à Berkeley. Il est, avec James Rothman et Thomas Südhof, lauréat du prix Nobel de physiologie ou médecine en 2013.

## Biographie
Randy Schekman souhaite au départ devenir médecin. Il s'oriente cependant vers des études en biologie, fait sa maîtrise à l'université de Californie à Los Angeles et obtient en 1975 un doctorat de l'université Stanford (dont le sujet de thèse portait sur la réplication de l'ADN) avant de faire son post-doctorat à l'université de Californie à Berkeley. En 1989, il y obtient une chaire de biologie cellulaire et moléculaire dans cette dernière, et en 1991 devient un chercheur financé par le Howard Hughes Medical Institute.
En 2012 il fonde et devient directeur de publication du magazine scientifique eLife.

## Apports scientifiques
Randy Schekman identifie les gènes assurant le bon fonctionnement du transport vésiculaire. Ces gènes sont classés dans trois catégories, régulant les différents aspects du transport vésiculaire.
Randy Schekman reçoit en 2013 pour ses travaux le prix Nobel de physiologie ou médecine, de concert avec Thomas Südhof et James Rothman. Tous trois sont récompensés pour leurs découvertes sur le système de transport à l'intérieur de la cellule : les nutriments entrent et sortent de la cellule, et se déplacent d'une zone à l'autre de la cellule, par paquets appelés vésicules de transport.

## Prix et récompenses
- Prix Nobel de physiologie ou médecine, 2013.
- Prix Albert-Lasker pour la recherche médicale fondamentale, 2002.
- Prix Louisa-Gross-Horwitz, 2002.
- Prix Massry, 2010.
- Prix Gairdner, 1996.